# Just a Girl (residency show)
Just a Girl è il primo residency show della cantante Gwen Stefani, tenuto a Las Vegas, presso lo Zappos Theatre del Planet Hollywood. Il suo nome deriva dall'omonima canzone della band di cui fa parte l'artista, i No Doubt.
È iniziato il 27 giugno 2018 e si concluderà, dopo un totale di 61 spettacoli, il 16 maggio 2020.

## Scaletta
Questa scaletta è relativa alla data del 27 giugno 2018, non a tutte le date del residency:
1. Hollaback Girl
2. Bathwater
3. Baby Don't Lie
4. It's My Life
5. Spiderwebs
6. Sunday Morning
7. Underneath It All / The Tide is High
8. Ex-Girlfriend / Hella Good
9. Harajuku Girls
10. Wind It Up
11. Rich Girl
12. Cool
13. Luxurious
14. Umbrella (cover di Rihanna)
15. What You Waiting For?
16. Simple Kind of Life
17. Used to Love You
18. Misery
19. Don't Speak
20. Make Me like You
21. Hey Baby
22. Just a Girl
23. The Sweet Escape

### Variazioni
- Dal 3 luglio 2018, Simple Kind of Life non venne più eseguita.

## Date
| Data             | Biglietti disponibili/Biglietti venduti | Incasso     |
| Prima Tappa      | Prima Tappa                             | Prima Tappa |
| ---------------- | --------------------------------------- | ----------- |
| 27 giugno 2018   | -                                       | -           |
| 29 giugno 2018   | -                                       | -           |
| 30 giugno 2018   | -                                       | -           |
| 3 luglio 2018    | -                                       | -           |
| 6 luglio 2018    | -                                       | -           |
| 7 luglio 2018    | -                                       | -           |
| 11 luglio 2018   | -                                       | -           |
| 13 luglio 2018   | -                                       | -           |
| 14 luglio 2018   | -                                       | -           |
| 18 luglio 2018   | -                                       | -           |
| 20 luglio 2018   | -                                       | -           |
| 21 luglio 2018   | -                                       | -           |
| Seconda Tappa    |                                         |             |
| 27 dicembre 2018 | -                                       | -           |
| 29 dicembre 2018 | -                                       | -           |
| 30 dicembre 2018 | -                                       | -           |
| 31 dicembre 2018 | -                                       | -           |
| Terza Tappa      |                                         |             |
| 27 febbraio 2019 | -                                       | -           |
| 1 marzo 2019     | -                                       | -           |
| 2 marzo 2019     | -                                       | -           |
| 6 marzo 2019     | -                                       | -           |
| 8 marzo 2019     | -                                       | -           |
| 9 marzo 2019     | -                                       | -           |
| 13 marzo 2019    | -                                       | -           |
| 15 marzo 2019    | -                                       | -           |
| 16 marzo 2019    | -                                       | -           |
| Quarta Tappa     |                                         |             |
| 5 luglio 2019    | -                                       |             |
| 6 luglio 2019    | -                                       |             |
| 10 luglio 2019   | -                                       |             |
| 12 luglio 2019   | -                                       |             |
| 13 luglio 2019   | -                                       |             |
| 17 luglio 2019   | -                                       |             |
| 19 luglio 2019   | -                                       |             |
| 20 luglio 2019   | -                                       |             |
| 24 luglio 2019   | -                                       |             |
| 26 luglio 2019   | -                                       |             |
| Quinta Tappa     |                                         |             |
| 11 ottobre 2019  |                                         |             |
| 12 ottobre 2019  |                                         |             |
| 16 ottobre 2019  |                                         |             |
| 18 ottobre 2019  |                                         |             |
| 19 ottobre 2019  |                                         |             |
| 23 ottobre 2019  |                                         |             |
| 25 ottobre 2019  |                                         |             |
| 26 ottobre 2019  |                                         |             |
| 30 ottobre 2019  |                                         |             |
| 1 novembre 2019  |                                         |             |
| 2 novembre 2019  |                                         |             |